# San Juan Bautista (Huamanga)
San Juan Bautista es un pueblo peruano. Se encuentra ubicado en el distrito de San Juan Bautista en la provincia de Huamanga, región Ayacucho.
Tiene una población de habitantes en el 1993. Está a una altitud de m s. n. m. y situado a unos kilómetros de la ciudad del Ayacucho.
La zona monumental de San Juan el Bautista fue declarado patrimonio histórico del Perú el 23 de enero de 1973.

## Clima
| Parámetros climáticos promedio de Carmen Alto | Parámetros climáticos promedio de Carmen Alto | Parámetros climáticos promedio de Carmen Alto | Parámetros climáticos promedio de Carmen Alto | Parámetros climáticos promedio de Carmen Alto | Parámetros climáticos promedio de Carmen Alto | Parámetros climáticos promedio de Carmen Alto | Parámetros climáticos promedio de Carmen Alto | Parámetros climáticos promedio de Carmen Alto | Parámetros climáticos promedio de Carmen Alto | Parámetros climáticos promedio de Carmen Alto | Parámetros climáticos promedio de Carmen Alto | Parámetros climáticos promedio de Carmen Alto | Parámetros climáticos promedio de Carmen Alto |
| Mes                                           | Ene.                                          | Feb.                                          | Mar.                                          | Abr.                                          | May.                                          | Jun.                                          | Jul.                                          | Ago.                                          | Sep.                                          | Oct.                                          | Nov.                                          | Dic.                                          | Anual                                         |
| --------------------------------------------- | --------------------------------------------- | --------------------------------------------- | --------------------------------------------- | --------------------------------------------- | --------------------------------------------- | --------------------------------------------- | --------------------------------------------- | --------------------------------------------- | --------------------------------------------- | --------------------------------------------- | --------------------------------------------- | --------------------------------------------- | --------------------------------------------- |
| Fuente: Accuweather                           |                                               |                                               |                                               |                                               |                                               |                                               |                                               |                                               |                                               |                                               |                                               |                                               |                                               |